# Opuntia stenopetala
Opuntia stenopetala Engelm. es una especie fanerógama perteneciente a la familia Cactaceae. Nativas de Norteamérica en México especialmente en Coahuila de Zaragoza, Guanajuato, Hidalgo, Oaxaca y Querétaro.

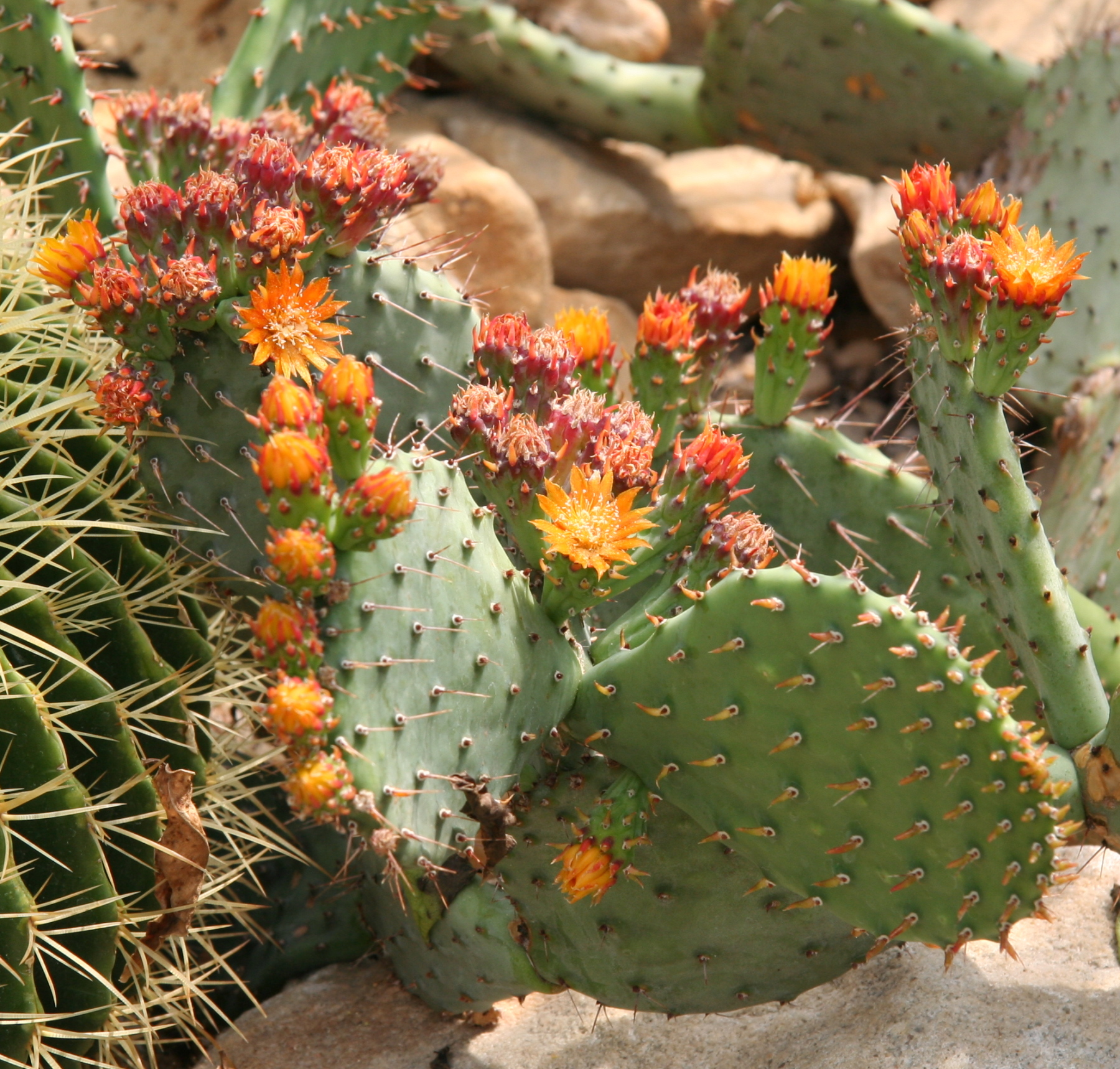
Vista de la planta en flor

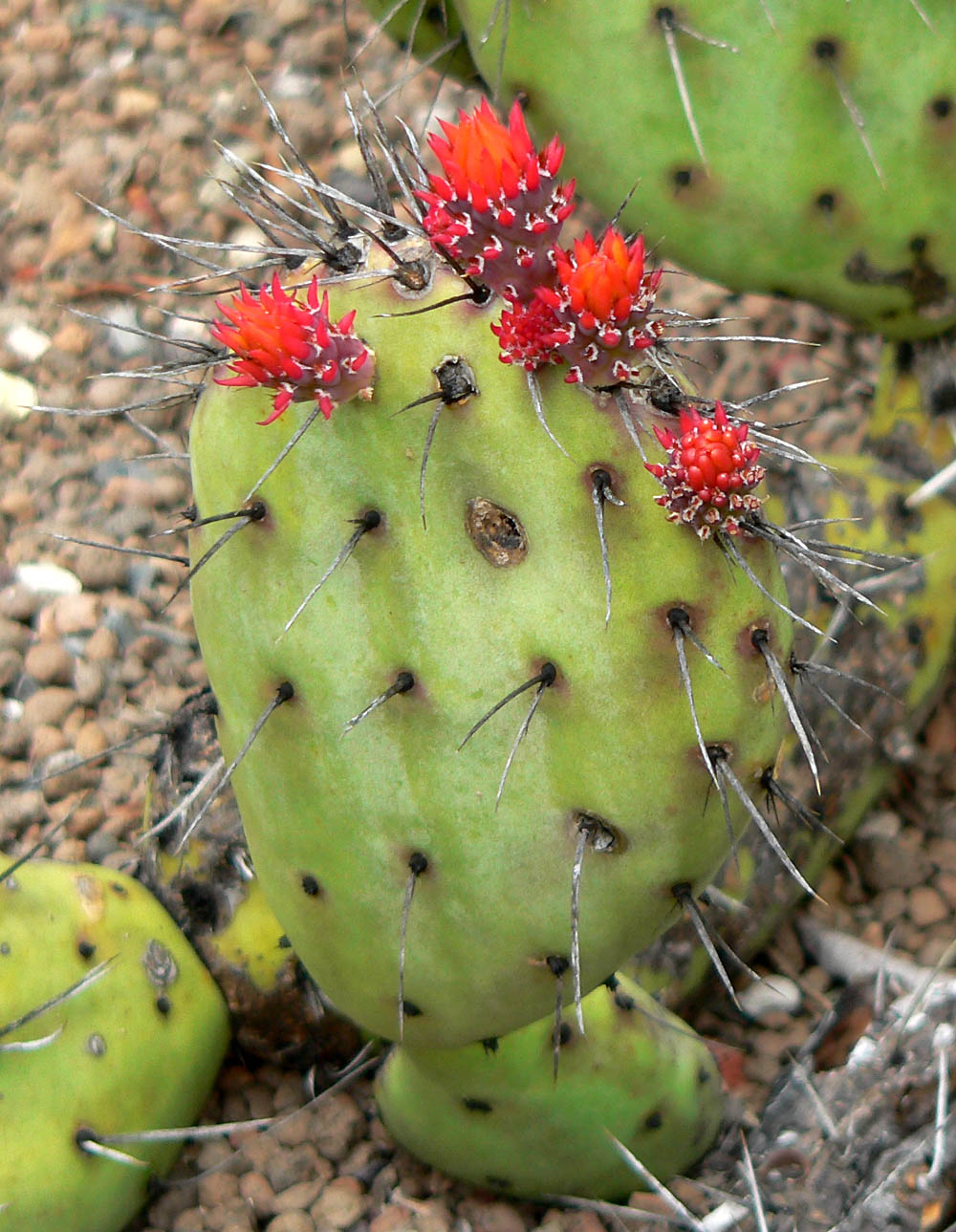
Vista de la planta

## Descripción
Opuntia stenopetala es un arbusto bajo y que a menudo forma esteras. Los cladodios tienen forma de huevo a redondo, de 10 a 20 centímetros de larga y son de color gris-verde y algunas veces tienen una coloración púrpura. Tiene hojas de 2 milímetros de largo que son de color rojo oscuro. Las jóvenes areolas soportan abundantes gloquidios de color marrón con  de dos a cuatro oscuras a negras espinas que miden hasta 5 cm de largo. Las flores son  unisexuales, de color naranja rojizo y miden hasta 5 cm de largo. Las frutas son esféricas y miden hasta 3 cm de largo.

## Taxonomía
Opuntia stenopetala  fue descrita por George Engelmann y publicado en Proceedings of the American Academy of Arts and Sciences 3: 289. 1856.
Etimología
Opuntia: nombre genérico  que proviene del griego usado por Plinio el Viejo para una planta que creció alrededor de la ciudad de Opus en Grecia.
stenopetala: epíteto latino que significa "con pétalos estrechos".
Sinonimia
- Opuntia glaucescens
- Opuntia grandis
- Opuntia arrastradillo,
- Opuntia marnieriana
- Opuntia riviereana

## Nombre común
- Español: arrastradillo, nopal serrano